# Wittekind Waldeck-Pyrmont
Wittekind Adolf Heinrich Georg-Wilhelm Prinz zu Waldeck-Pyrmont (ur. 9 marca 1936 w Arolsen, zm. 16 grudnia 2024 w Bad Arolsen) – niemiecki arystokrata, w latach 1967–2024 głowa Domu Książęcego Waldeck-Pyrmont.
Wittekind był synem księcia Jozjasza z Waldeck i Pyrmont (zbrodniarza hitlerowskiego, który jako SS-Obergruppenführer był współodpowiedzialny za funkcjonowanie obozu koncentracyjnego Buchenwald) i księżnej Altburgi z Oldenburga. Rodzicami chrzestnymi Wittekinda byli Adolf Hitler i Heinrich Himmler, czego śladem są jego imiona.
Studiował ekonomię we Frankfurcie nad Menem i Kolonii, a dzięki doświadczeniu zdobytemu podczas pracy w różnych firmach podjął się jeszcze przed śmiercią ojca opieki nad majątkiem rodziny Waldeck-Pyrmont. Przyczynił się w szczególności do zachowania wartości historycznych i architektonicznych w regionie oraz zachowanie lasów jako przestrzeni gospodarczych i rekreacyjnych. Aktywnie działał na rzecz ochrony środowiska naturalnego i zabytków historycznych.
9 sierpnia 2001 został mu nadany krzyż kawalerski Orderu Zasługi RFN.